# Brodek (województwo mazowieckie)
Brodek – wieś w Polsce położona w województwie mazowieckim, w powiecie białobrzeskim, w gminie Wyśmierzyce.
W latach 1975–1998 miejscowość administracyjnie należała do województwa radomskiego.
29 lipca 1944 r. niemieccy żołnierze dokonali pacyfikacji wsi, zabijając 14 mężczyzn.
Wierni Kościoła rzymskokatolickiego należą do Parafii św. Marcina z Tours w Radzanowie.